# Keshav Baliram Hedgewar
Keshav Baliram Hedgewar (Nagpur, 1º aprile 1889 – Nagpur, 21 giugno 1940) è stato un medico e attivista indiano.
Noto anche col soprannome di "Doctorji", è stato il fondatore e il primo leader (Sarsanghachalak) del Rashtriya Swayamsevak Sangh (abbreviato come RSS), organizzazione paramilitare di volontari armati appartenente alla destra nazionalista indù, che era largamente considerata la madre del partito Bharatiya Janata e del corpo di entità chiamato Sangh Parivar, che informava tutti i settori della società civile indiana.
Hedgewar fondò l'RSS a Nagpur nel 1925, con l'intenzione di promuovere un'India unita radicata nell'ideologia hindutva, la forma di nazionalismo predominante nel Paese.

## Biografia

### Primi anni
Nacque da Baliram Pant Hedgewar e Revati, in una modesta famiglia di braminica Marathi originaria di Kangurti, un villaggio del Telangana e stabilitasi a Nagpur da alcune generazioni. La famiglia ebbe sei figli, tre maschi e tre femmine. Quando Keshav era ancora tredicenne, i genitori morirono di peste e i due fratelli maggiori, di nome Mahadev e Sitaram, si presero cura della sua istruzione.
Fu espulso dalla Neel City High School di Nagpur, per aver cantato Vande Mataram, inno alla Madre Terra in uso fra gli indipendentisti indù, e severamente proibito dal governo coloniale britannico dell'epoca. Dovette quindi completare gli studi superiori al Rashtriya Vidyalaya di Yavatmal e successivamente a Pune.
Nel 1910, poté immatricolarsi alla Facoltà di Medicina e trasferirsi a Calcutta, grazie all'interessamento di Balakrishna Shivram Moonje (1872-1948), studioso della lingua sanscrita, membro del Congresso e futuro presidente del partito nazionalista Hindu Mahasabha. A giugno del 1914 conseguì l'abilitazione per l'esercizio della professione medica, superando il Licentiate in Medicine and Surgery presso il National Medical College, dopo un percorso di studi quinquennale. Finito l'anno di apprendistato, nel 1915 fece ritorno a Nagpur nella nuova veste di medico.

### Attività politica
Terminati gli studi, aderì all'Anushilan Samiti nel Bengala, movimento indipendentista violento ispirato agli scritti del poeta e giornalista indiano Bankim Chandra Chatterjee (1838-1894), dai quali fu derivato il nome stesso  Anushilan, per indicare un modello di vita spartano e incentrato sul duro lavoro, e una reinterpretazione originale dei sacri testi Bhagavadgītā, ricca di sfumature anti-islamiche. Un'impressione particolare fu esercitata su di lui dal raccontoAnandamath, tappa storica della letteratura bengalese e indù, che contiene l'inno Vande Mataram, nel contesto della rivolta Sannyasi dell'ultimo quarto del XVIII secolo.
Deluso dalla partecipazione all'Indian National Congress negli anni '20, fu indotto a riflettere su un nuovo modello di nazione indiana, dopo la rivolta indù-musulmana del 1923, che si verificò nonostante le autonomie concesse agli indù dalla riforma costituzionale approvata due anni prima. Profondamente influenzato dagli scritti di Lokmanya Bal Gangadhar Tilak, Veer Savarkar (il cui trattato Hindutva conteneva numerose espressioni antislamiche) e BS Munge, si persuase che l'eredità culturale e religiosa degli indù dovesse essere la base dell'identità nazionale indiana.

### IlRashtriya Swayamsevak Sangh
Contesto

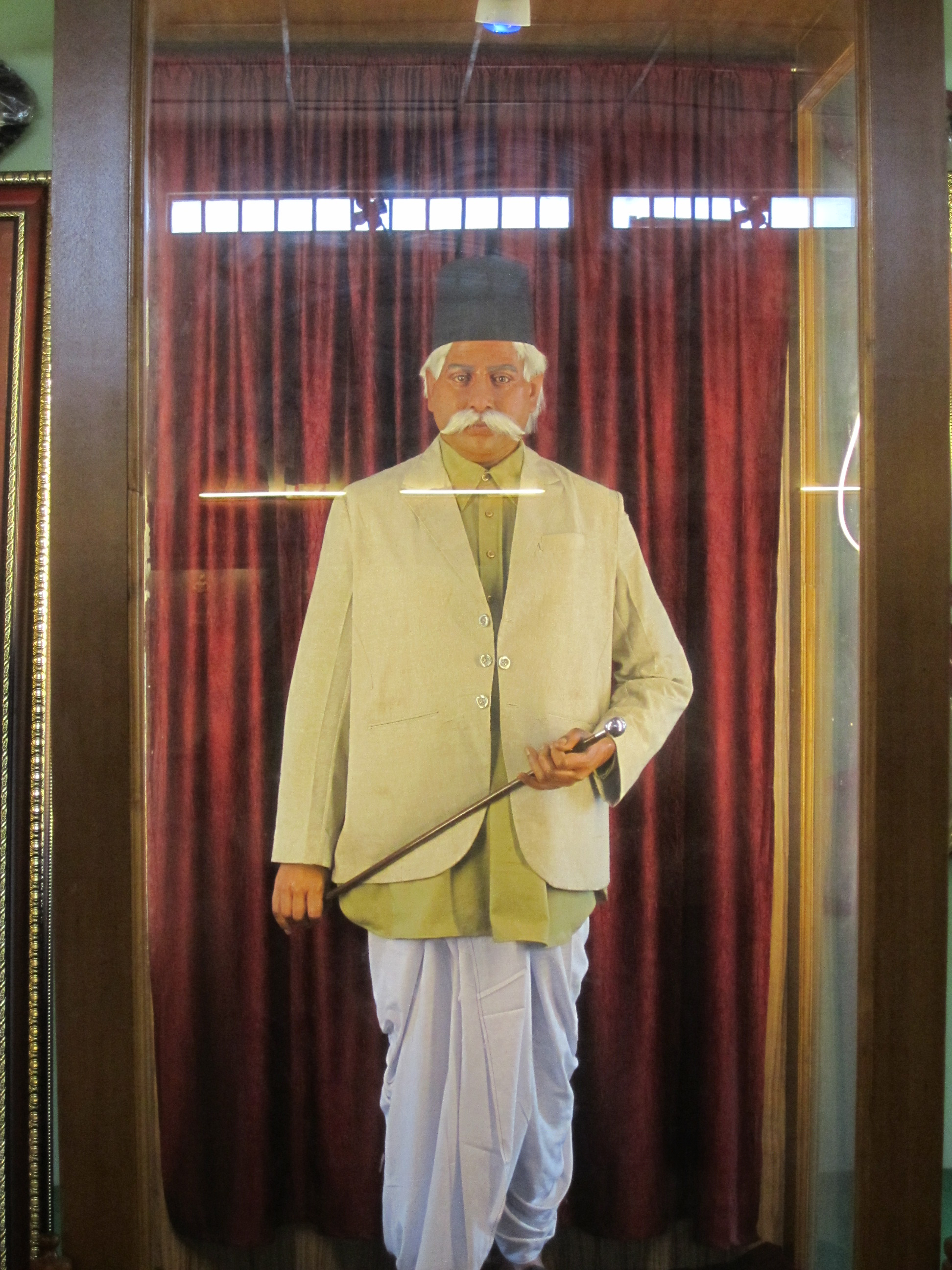
La statua di Hedgewar presso la sede dell'RSS a Nagpur.

Il Trattato di Sèvres del 1920 aveva imposto pesanti condizioni di pace al califfo e all'impero ottomano, scatenando la reazione del Movimento Khilafat in India. Il movimento era guidato da Mohammad Ali Jauhar, un giurista laureato ad Oxford, che si proponeva di restaurare l'autorità del Califfato Ottomano in India e si era alleato con l'Indian National Congress di Gandhi per formare la componente pan-islamica del Movimento di Non-Cooperazione, una forma pacifica di disobbedienza civile di massa diffusasi in tutto il Paese.
Mentre gli islamici indiani erano divisi fra collaborazionisti del Congresso, Movimento Khilafat e Lega Musulmana Panindiana, le forze di Mustafa Atatürk diedero avvio alla nuova repubblica turca, che nel 1920 abolì ufficialmente la carica di sultano e, due anni dopo, anche del califfo, concorrendo alla fine del Movimento Khilafat.
Fondazione
Keshav rimase distante sia dagli islamici che dal movimento indipendentista non-violento di Gandhi. Riguardo ai primi, affermò che potevano definirsi "musulmani prima e indiani solo in secondo luogo", e soprannominandoli "serpenti Yavana".

Riguardo ai secondi, evitò accuratamente qualsiasi attività politica che potesse essere interpretata come antibritannica. Il biografo P. Bhishikar scrisse che "dopo aver fondato Sangh, il dottor Saheb nei suoi discorsi parlava solo dell'organizzazione indù. I commenti diretti riguardo al governo erano quasi inesistenti".
Il giorno di Vijayadashami del 1925, Hedgewar fondò l'RSS, movimento che aveva l'obiettivo di organizzare la comunità indù per la sua rigenerazione culturale e spirituale, munita di uno strumento per liberare il Paese dalla dominazione straniera. Fu Hedgewar ad insistere per l'adozione del termine "rashtriya" (nazionale) nel nome dell'RSS, che era un partito esclusivamente "indù".
Diffusione

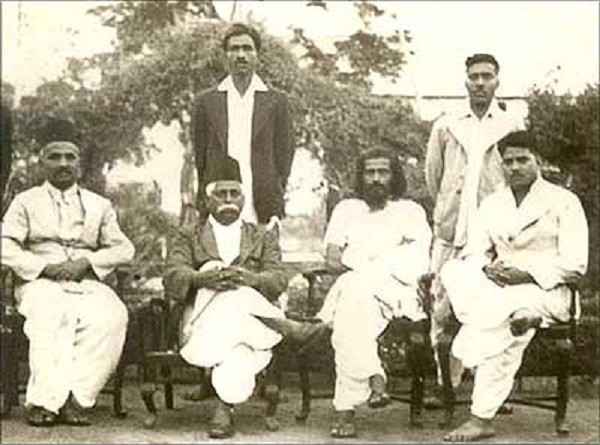
Hedgewar e i suoi seguaci durante un incontro dell'RSS nel 1939

Anche quando il Congresso approvò la risoluzione di Purna Swaraj durante la sessione di Lahore del dicembre 1929, con la quale si raccomandava a tutti gli indiani di celebrare il 26 gennaio 1930 come Giorno dell'Indipendenza, Hedgewar fece diramare un comunicato a tutti gli shakha del partito, nel quale chiedeva loro di osservare la nuova ricorrenza nazionale, ma innalzando la bandiera Bhagwa Dhwaj (lett. "bandiera dello zafferano"), simbolo dell'Impero Maratha, al posto del tricolore che era universalmente accettato come la bandiera del movimento nazionalista indù dell'epoca.
Dopo aver creato un'ala femminile del partito nel 1936, coi suoi seguaci viaggiò nei distretti e nelle province circostanti a Nagpur, ispirando i giovani ad aderire al lavoro Sangh e diffondendo rapidamente la nuova organizzazione.

Mentre la festa del 26 gennaio divenne una data del movimento di liberazione che fu spesso teatro di scontri violenti con le forze di polizia britanniche, l'RSS celebrò la festa dell'indipendenza soltanto nel 1930, per interrompere del tutto tale pratica a partire dall'anno successivo.

### Ultimi anni

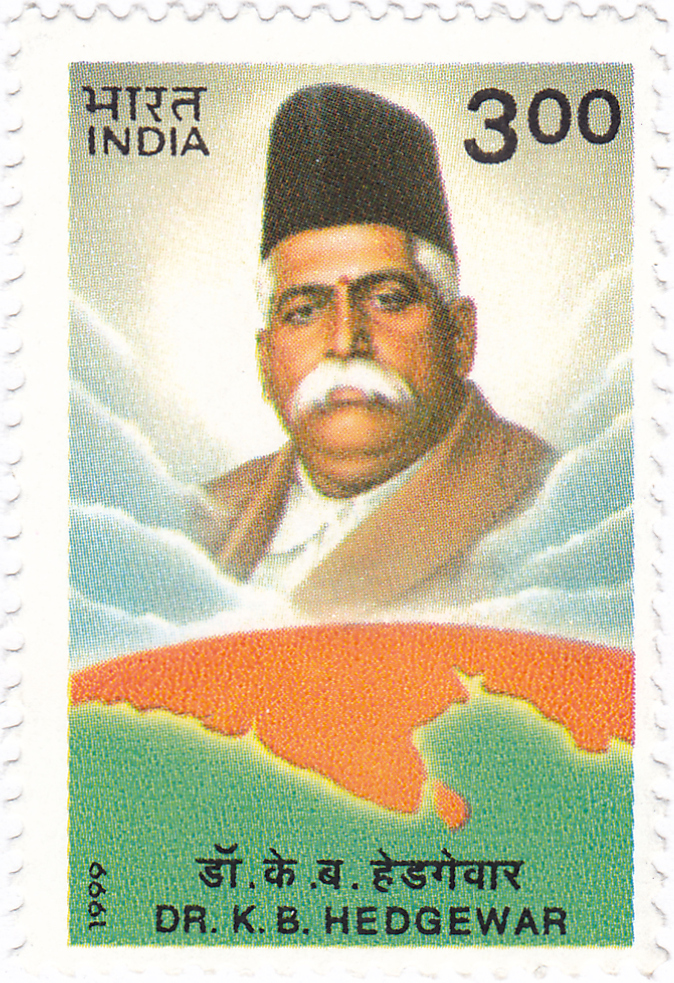
Hedgewar in un francobollo emesso in India nel 1999

Quando le sue condizioni di salute iniziarono ad aggravarsi a causa di una serie di dolori cronici, Hedgewar delegò un grado via via crescente di responsabilità a Madhav Sadashiv Golwalkar (1906-1973), che infine lo sostituì alla guida del partito.
A gennaio del 1940, fu portato a Rajgir nel Bihar per le cure termali. In occasione del Sangh Shiksha Varg annuale, lasciò il suo ultimo messaggio a Swayamsevaks, dicendo: "Oggi vedo davanti a me un Rashtra indù in miniatura".
Si spense nella mattina del 21 giugno 1940, a Naghur. I riti funebri furono celebrati a Resham Bagh, dove nel 1962 M. S. Golwalkar inaugurò in suo onore il memoriale Hedgewar Smruti Mandir, che dopo la sua morte divenne il complesso monumentale dei primi due leader del movimento RSS.

## Eredità
Secondo gli oppositori politici, l'RSS aderì in modo troppo debole alla causa indipendentista dell'India, servendo silenziosamente gli interessi britannici, soprattutto nell'opera di persuasione della classe dirigente del Sangh Parivar a non unirsi al movimento di Gandhi.

Hedgewar dal canto suo replicò già all'epoca di aver partecipato al movimento di Disobbedienza Civile del 1930 a mero titolo personale, e non quale membro dell'RSS, allo scopo di tenere la propria creatura al di fuori dell'arena politica nazionale. Nella sua autobiografia, dichiarò di non aver mai boicottato l'azione politica di Gandhi, comunicando ai quadri del partito che veniva lasciato loro libertà di coscienza per aderire eventualmente alla Marcia del sale.
Nel corso della visita alla città natale di Hedgeware a Nagpur, il presidente dell'India Pranab Mukherjee lo definì con parole inglesi "un figlio di Madre India", corrispondente di Bharat Mata, divinità femminile del pantheon induista, che è raffigurata col leone e la bandiera indiana, divenuta nel dopoguerra la personificazione dell'unità nazionale.